# Ishme-Dagan d'Isin
|  | Per a altres significats, vegeu «Ishme-Dagan». |

Ishme-Dagan o Išme-Dagān va ser el quart rei de la dinastia d'Isin a Sumer cap al segle xix aC.
Va succeir al seu pare Iddin-Dagan. La Llista de reis sumeris li dona un regnat de 20 anys. El va succeir el seu fill Lipit-Eshtar.
Va ser shakkanakku (governador militar) de la ciutat de Der, nomenat pel seu pare, abans de pujar al tron. Durant el seu regnat es van començar a veure indicis de la debilitat d'Isin que va portar al desmembrament de Babilònia en diversos estats. Un auguri trobat a Mari fa referència a la derrota que va patir Ishme-Dagan davant de les portes de Kix. Un poema que es va escriure durant el seu regnat parla de les incursions dels nòmades amorrites que van provocar importants desordres i van afectar principalment la ciutat de Nippur.